# Anthophorula compactula
Anthophorula compactula là một loài Hymenoptera trong họ Apidae. Loài này được Cockerell mô tả khoa học năm 1897.